# Scaptesyle bifasciata
Scaptesyle bifasciata är en fjärilsart som beskrevs av Pieter Cornelius Tobias Snellen 1904. Scaptesyle bifasciata ingår i släktet Scaptesyle och familjen björnspinnare. Inga underarter finns listade.